# ناظم الجعفري
ناظم بن صبحي بن سعد الدين الجعفري (مواليد 1918 في دمشق، سوريا – 2015) هو فنان تشكيلي سوري، يعتبر مؤسس الانطباعية في سوريا. درس في كلية الفنون الجميلة بالقاهرة من عام 1944 إلى عام 1947، وعاد بعدها إلى سوريا وعمل مدرساً للفنون لطلاب المدارس الثانوية، ثم انتقل للتدريس في كلية الفنون الجميلة عند افتتاحها عام 1960 في دمشق وثق الأحياء القديمة في دمشق كما كانت في مطلع القرن العشرين. وشملت المواضيع الهندسة المعمارية وأنماط الحياة والتصاميم والأزياء.

## أعماله
تتألف أعماله أكثر من 7000 صورة، وكلها لا تزال جزءًا من مجموعة الفنان لأنه نادرًا ما يبيع أعماله. جمعت في متحف دمشق من قبل إدارة المتحف والعديد من هواة الجمع من القطاع الخاص. وبيعت أعماله بمزاد علني في دبي عام 2008، وفي بيروت عام 2010.